# Les Deux Vérités (film)
Pour l’article homonyme, voir Les Deux Vérités.
Pour plus de détails, voir Fiche technique et Distribution.
Les Deux Vérités (Le due vérita) est un film de procès franco-italien réalisé par Antonio Leonviola et sorti en 1951.

## Synopsis
Louis Loris est accusé d'avoir assassiné sa maîtresse Marie-Louise, une jeune orpheline. Lors du procès un avocat-clochard donne une version différente des faits : le jeune homme aurait été en fait manipulé par Marie-Louise.

## Fiche technique
- Titre original Le due vérita
- Réalisation : Antonio Leonviola
- Scénario : Maurizio Corgnati, Daniele D'Anza, Silvio Giovaninetti, Antonio Leonviola
- Photographie : Enzo Serafin
- Cadreur : Aldo Scavarda
- Musique : Bruno Maderna
- Montage : Rodolfo Palermi
- Durée : 94 minutes
- Date de sortie :
  - Italie : 1951[2]

## Distribution
- Anna Maria Ferrero  (VF : Gilberte Aubry) : Maria-Louise Carlinet (première vérité)
- Anna Maria Ferrero (VF : Nelly Benedetti) : Marie-Louise Carlinet (deuxieme vérité)
- Michel Auclair  (VF : lui-même) : Louis Loris
- Michel Simon (VF : lui-même)  : Cidoni
- Valentine Tessier  (VF : elle-même) : Madame Muk
- Ruggero Ruggeri  (VF : Christian Argentin) : le président du tribunal
- Giulio Stival  (VF : Jean-Henri Chambois) : le premier avocat de Loris
- Mario Pisu  (VF : Raymond Loyer) : le procureur général
- Lucia Bosè
- Flora Torrigiani (VF : Maïa Noel) : Dolly
- Enzo Furlai (VF : Raymond Rognoni) : le banquier